# José de Solís y Valderrábano
José de Solís y Valderrábano (Salamanca, 15 de abril de 1643 - 1713) fue un noble y hombre de estado español que desempeñó diversos cargos de relevancia durante los reinados de Carlos II y Felipe V.

## Biografía
Fue hijo de Alonso de Solís y Valderrábano, conde de Villanueva de Cañedo, y de Antonia de Solís y Luzón, señora de Peralejos; heredó de su padre el adelantamiento mayor de Yucatán que provenía del antecesor familiar Francisco de Montejo, conquistador de tal provincia en 1546. Durante el reinado de Carlos II fue nombrado conde de Montellano, ocupando los cargos de asistente de Sevilla, presidente de la Casa de Contratación de Indias, presidente del Consejo de Indias y virrey de Cerdeña.
Tras la muerte del rey, sirvió a su sucesor Felipe V desempeñando los empleos de gobernador de la casa de la reina María Luisa de Saboya, miembro del Consejo de Estado, presidente del Consejo de Órdenes y presidente del Consejo de Castilla. En 1702 fue admitido como Caballero en la Orden de Santiago; en 1705 su título nobiliario de conde de Montellano fue elevado a la categoría de ducado en 1705, con Grandeza de España.
| Predecesor: Nueva creación                 | Duque de Montellano                                              | Sucesor: Alonso de Solís y Osorio       |
| Predecesor: Alonso de Solís y Valderrábano | Adelantado mayor de Yucatán                                      | Sucesor: Alonso de Solís y Osorio       |
| Predecesor: Manuel de Arce y Astete        | Asistente de Sevilla 15 de noviembre de 1687 - diciembre de 1691 | Sucesor: Gregorio Jiménez de Cisneros   |
| Predecesor: Fernando de Aragón y Moncada   | Presidente del Consejo de Indias 1695                            | Sucesor: Pedro Núñez de Prado           |
| Predecesor: Luis Moscoso Osorio            | Virrey de Cerdeña 1697 - 1699                                    | Sucesor: Fernando de Moncada y Aragón   |
| Predecesor: Diego de Rojas y Cardona       | Presidente del Consejo de Órdenes 1702 - 1703                    | Sucesor: Pedro Manuel Colón de Portugal |
| Predecesor: Manuel Arias y Porres          | Presidente del Consejo de Castilla 1703 - 1705                   | Sucesor: Francisco Ronquillo Briceño    |